# Rue Évariste-Galois
La rue Évariste-Galois est une voie du 20e arrondissement de Paris. 

## Situation et accès
Cette voie qui débute rue de Noisy-le-Sec et se termine rue Léon-Frapié forme la limite du territoire des Lilas.

## Origine du nom

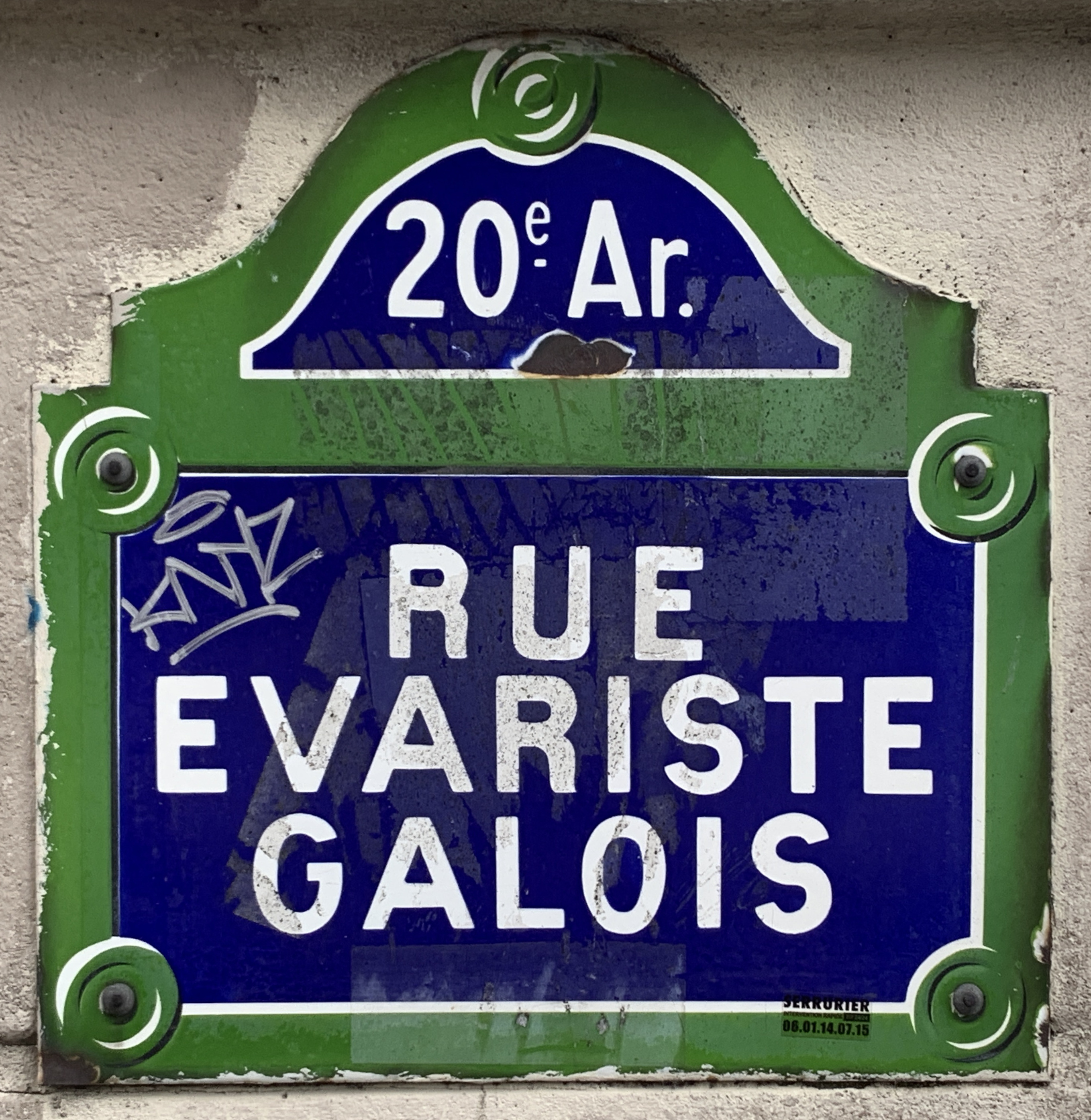
Plaque de la rue.

Elle est dédiée au mathématicien français Évariste Galois (1811-1832). 

## Historique
Cette voie créée sous le nom provisoire de « voie BE/20 » prend sa dénomination actuelle par un arrêté municipal du 27 juillet 1979.